# Duma i uprzedzenie
Duma i uprzedzenie (ang. Pride and Prejudice) – powieść angielskiej pisarki Jane Austen wydana w 1813 roku.
Złożona z 61 rozdziałów Duma i uprzedzenie, napisana w konwencji romansu, jest jednocześnie jedną z pierwszych powieści społeczno-obyczajowych. Autorka ukazuje życie angielskich wyższych sfer na przełomie XVIII i XIX wieku. Trafne obserwacje psychologiczne, humor i wątki romansowe sprawiły, że książka cieszy się wielką popularnością także współcześnie – w plebiscycie BBC z 2003 roku na ulubioną książkę brytyjskiego czytelnika (UK’s Best-Loved Book) Duma i uprzedzenie zajęła drugie miejsce, zaraz po Władcy Pierścieni.
Tytuł książki odnosi się do postawionej przez autorkę tezy, że pierwsze wrażenie często bywa mylące, a bliższa znajomość potrafi diametralnie zmienić opinię o drugiej osobie.
Powieść napisana została w latach 1796–1797, a pierwotny jej tytuł brzmiał First Impressions (pol. Pierwsze wrażenia).

## Postacie

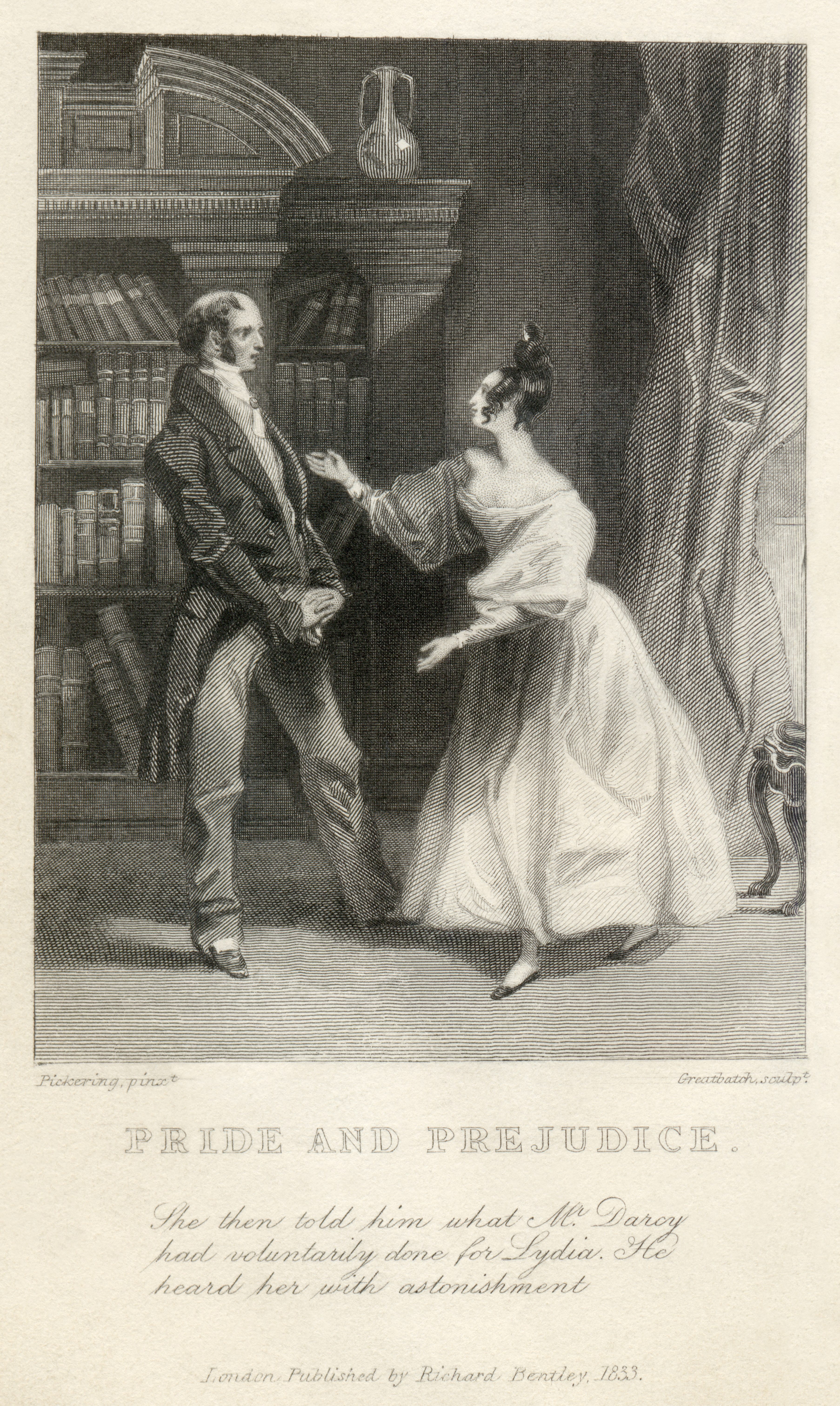
Jedna z pierwszych ilustracji do Dumy i uprzedzenia – scena z rozdziału 59.: Mr. Bennet i Elżbieta (1833)

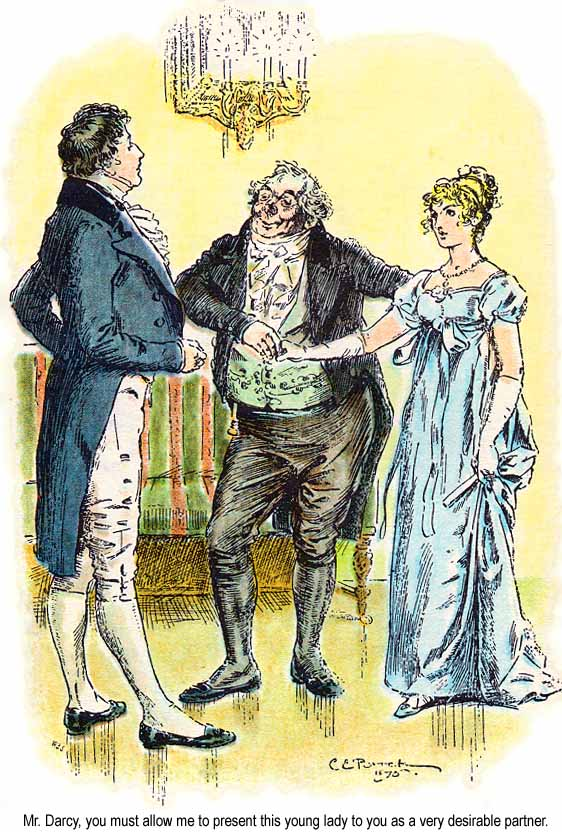
Ilustracja do rozdziału 6. Dumy i uprzedzenia (1895)

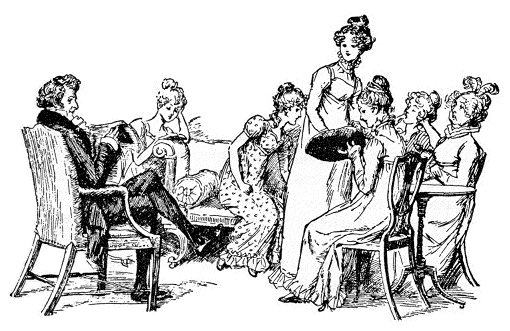
Rodzina Bennetów – ilustracja do Dumy i uprzedzenia (ok. 1894)

- Pan Bennet – właściciel położonego niedaleko miasteczka Meryton majątku Longbourn w hrabstwie Hertfordshire, przynoszącego roczny dochód 2 tysiące funtów[3]. Ojciec pięciu dorosłych już córek, niemający jednak męskiego potomka. Jest to istotne, ponieważ Longbourn jest objęte majoratem, a brak skłonności do oszczędzania sprawił, że pan Bennet nie jest w stanie zapewnić swoim córkom znacznego posagu, co mocno ogranicza ich szanse na dobre zamążpójście, a tym samym ich dostatni byt. Pan Bennet jest człowiekiem inteligentnym i wykształconym, ale jednocześnie stroniącym od rodziny i znajomych, sarkastycznym, szukającym w swoim otoczeniu raczej pola do ironicznych obserwacji niż przyjaźni i uczucia. Te więzi łączą go jedynie z dwiema najstarszymi córkami, szczególnie z Elżbietą[4].
- Pani Bennet (z domu Gardiner) – żona pana Benneta. Osoba pusta i niezbyt mądra, choć niepozbawiona pewnego praktycznego zmysłu. Celem jej życia jest „dobre” wydanie za mąż córek, a głównym zajęciem plotki i drobne intrygi. Ilekroć irytuje ją czyjeś postępowanie – zwłaszcza nieliczącego się z jej zdaniem męża – wyobraża sobie, że cierpi na nerwy.
- Jane Bennet – najstarsza (na początku powieści ma dwadzieścia dwa lata) i najładniejsza z panien Bennet, powszechnie uważana za prawdziwą piękność. Obdarzona łagodnym usposobieniem, widzi w ludziach raczej ich zalety niż wady i potrafi usprawiedliwić wszelkie ich niewłaściwe postępki. Jednocześnie nie jest skłonna do ukazywania własnych uczuć, choćby były bardzo gorące. Łączy ją głęboka przyjaźń z młodszą siostrą Elżbietą.
- Elżbieta Bennet, zwana też Lizzy – druga z kolei, dwudziestoletnia córka państwa Bennet i główna bohaterka powieści. Elżbietę cechuje żywy umysł i inteligencja, w dostrzeganiu zabawnych stron ludzkich przywar i słabostek podobna jest nieco do swojego ojca. Nie jest uważana za tak piękną jak Jane, ale ma wiele wdzięku, a w powieści kilkakrotnie są komplementowane jej piękne oczy. Jest osobą śmiałą i dość bezpośrednią, świadomą własnych zalet, niedbającą o opinię ludzi, których nie poważa.
- Mary Bennet – trzecia panna Bennet. Nie dorównując urodą siostrom, nadrabia to wykształceniem, choć jej ciągłe próby popisywania się głębią lektur czy muzycznymi umiejętnościami nie wzbudzają entuzjazmu otoczenia.
- Kitty Bennet – czwarta, siedemnastoletnia córka państwa Bennetów. Pozostaje pod bardzo silnym wpływem swej młodszej siostry i naśladuje ją we wszystkim.
- Lidia Bennet – najmłodsza z sióstr Bennet, w chwili rozpoczęcia powieści piętnastoletnia. Urodziwa kokietka, myśląca tylko o balach i wianuszku adorujących ją kawalerów. Ulubienica matki, widzącej w niej swój obraz z czasów młodości. Mając jej poparcie, Lidia lekceważy wszelkie działania dwóch najstarszych sióstr, chcących niekiedy wskazać niewłaściwość jej zachowania i postępowania.
- Charlotta Lucas – najstarsza córka sąsiadów Bennetów, niezbyt zamożnej i bardzo licznej rodziny Lucasów. Bliska przyjaciółka Elżbiety. Osoba inteligentna i praktycznie myśląca.
- Charles Bingley – nowy sąsiad Bennetów, młody kawaler z niemałym rocznym dochodem 5 tysięcy funtów. Przystojny, miły, dobroduszny, lubiący wszystkich dookoła i wzajemnie przez nich lubiany. Jego ufność w stosunku do ludzi, zwłaszcza najbliższych, sprawia jednak, że łatwo ulega ich wpływom. Przyjaciel pana Darcy’ego.
- Louisa Hurst i Karolina Bingley – siostry pana Bingleya, eleganckie, modne, światowe damy, mające dość wysokie mniemanie o sobie i swoich koneksjach. Karolina Bingley ma pewne plany związane z osobą pana Darcy’ego.
- Fitzwiliam Darcy – właściciel dóbr Pemberley w Derbyshire, przynoszących imponujący roczny dochód 10 tysięcy funtów. Dwudziestoośmioletni kawaler, mężczyzna wysoki i przystojny. Niełatwo nawiązuje kontakty, dobrze się czuje jedynie wśród dobrych znajomych. Inteligentny, krytycznie patrzący na świat. Postrzegany jako człowiek dumny i wyniosły.
- George Wickham – oficer pułku milicji przybyłego do Meryton. Syn dawnego rządcy Pemberley i chrześniak ojca pana Darcy’ego. Młody, przystojny, pełen wdzięku, podobający się kobietom i zabiegający o ich względy. Szukający dobrej partii lekkoduch.
- William Collins – najbliższy męski krewny pana Benneta, mający odziedziczyć Longbourn. Pastor, proboszcz parafii, której prebenda jest w gestii lady Katarzyny de Bourgh[5], którą to był napotkał na swojej drodze i która od tej pory jest jego protektorką. Osobnik ograniczony, pompatyczny, przekonany o własnej mądrości i znaczeniu, a jednocześnie czołobitny wobec możnych.
- Lady Katarzyna de Bourgh – bogata wdowa po sir Lewisie de Bourgh, właścicielka dóbr Rosings w hrabstwie Kent. Ciotka Darcy’ego i pułkownika Fitzwilliama. Osoba apodyktyczna, nieprzywykła do jakichkolwiek oznak sprzeciwu, przekonana, że wszystko wie najlepiej i wszyscy wkoło powinni się jej podporządkować. Bardzo zwraca uwagę na różnice pozycji społecznej.
- Anna de Bourgh – córka lady Katarzyny. Panna niezbyt urodziwa i niezbyt lotna, choć w mniemaniu swej matki mająca rozliczne talenty, na których rozwijanie nie pozwala jej jakoby słabe zdrowie.
- Pułkownik Fitzwilliam – siostrzeniec lady Katarzyny, kuzyn i przyjaciel pana Darcy’ego, wspólnie z nim sprawujący opiekę nad jego siostrą. Mężczyzna atrakcyjny, choć dający jasno do zrozumienia, że z uwagi na swój niezbyt duży majątek poważnie byłby zainteresowany jedynie panną z odpowiednim posagiem.
- Georgiana Darcy – siostra pana Darcy’ego, sporo od niego młodsza. Panna z własnym, odziedziczonym po matce majątkiem 30 tysięcy funtów, a więc łakomy kąsek dla łowcy posagu. Osóbka bez wielkiej urody, cicha i nieco nieśmiała, co przez otoczenie może być wzięte za zadzieranie nosa.
- Edward Gardiner – młodszy brat pani Bennet, mieszkający w Londynie i zajmujący się handlem. Człowiek miły, inteligentny i wykształcony.
- Pani Gardiner – żona pana Gardinera. Ulubiona ciotka Jane i Lizzy.

## Treść utworu

Powiązania między bohaterami Dumy i uprzedzenia

Do posiadłości Netherfield Park, położonej w sąsiedztwie majątku państwa Bennetów, wprowadza się pan Charles Bingley, młody i bogaty kawaler. Wiadomość ta elektryzuje panią Bennet, widzącą w tym fakcie szansę na zamążpójście jednej z jej pięciu córek. Okazja do nawiązania stosunków towarzyskich niebawem nadarza się na publicznym balu w pobliskim miasteczku Meryton, na który Bingley przybywa w towarzystwie dwóch sióstr, szwagra oraz swego przyjaciela Darcy’ego, jeszcze bardziej majętnego kawalera. Marzenia pani Bennet wydają się ziszczać – Bingley jest wyraźnie zainteresowany Jane, najstarszą i najładniejszą z panien Bennet. Natomiast Elżbieta nie znajduje uznania w oczach Darcy’ego, który na sugestię Bingleya, by z nią zatańczył, odmawia, określając jej urodę zaledwie jako „znośną”. Słowa te dochodzą do Lizzy i choć ta zbytnio się nimi nie przejmuje, nie czuje też do autora tej wypowiedzi specjalnej sympatii. Darcy zresztą swoją niechęcią do tańca i izolacją od towarzystwa zraża do siebie wszystkich, uważających go za zbyt dumnego z majątku i pozycji.
Znajomość Jane i Bingleya pogłębia się, zwłaszcza że zostaje ona zaproszona przez Karolinę Bingley na obiad i przeziębiwszy się, zmuszona jest pozostać tam przez kilka dni. Odwiedzająca chorą Elżbieta patrzy na to z zadowoleniem, uważając Bingleya za człowieka, który może dać szczęście jej siostrze. Sama też przykuwa uwagę Darcy’ego, zainteresowanego jej sposobem bycia, co niepokoi nieco pannę Bingley, mającą w stosunku do niego własne plany. Wizyta kończy się pewnym zgrzytem, związanym z przyjazdem pani Bennet i młodszych sióstr i ich zachowaniem, wskazującym na brak towarzyskiej ogłady.
Spokojne dotąd życie Longbourn zostaje zakłócone przez dwa następne zdarzenia: przybycie do Meryton pułku milicji, w którym jako oficer służy pełen wdzięku George Wickham, z miejsca oczarowujący wszystkie miejscowe damy, oraz przyjazd pastora Collinsa, mającego prawem majoratu odziedziczyć majątek pana Benneta. Ten ostatni ma pewien zamysł w stosunku do którejś ze swoich kuzynek – zamierza się ożenić z jedną z nich. Ta koncepcja spotyka się z pełną aprobatą pani Bennet, która jednak delikatnie wyperswadowuje pastorowi pierwszy jego wybór – Jane jest już, w jej opinii, prawie zaręczona. Collins kieruje więc swoją uwagę ku Elżbiecie, która jednak stanowczo odrzuca jego oświadczyny, zdając sobie sprawę, że nawet wizja bezpiecznego życia nie może jej zmusić do życia z pompatycznym nudziarzem, do którego w żaden sposób nie mogłaby czuć szacunku. Walory takiego małżeństwa przemawiają za to do Charlotty Lucas, niezbyt młodej już sąsiadki Bennetów, która oświadczyny pastora przyjmuje. Martwi to Lizzy, przewidującą, że jej serdeczna przyjaciółka nie znajdzie w tym związku szczęścia. Tymczasem sama przeżywa zauroczenie Wickhamem, który, jak się okazuje, ma pewne związki z panem Darcym – jest synem dawnego rządcy majątku Darcych. Wickham, początkowo tylko Elżbiecie, a potem i innym opowiada o nagannym postępowaniu pana Darcy’ego, który nie dopuścił do otrzymania przez niego sumy zapisanej mu w testamencie przez starego pana Darcy’ego. Utwierdza to Lizzy w niechęci do Darcy’ego.
Wkrótce jednak Elżbieta ma poważniejsze powody do zmartwień – Bingley nagle wyjeżdża do Londynu i wygląda na to, że nie zamierza powrócić. Jane, już szczerze go kochająca, jest zrozpaczona, choć tego nie okazuje. Jednak Lizzy zna uczucia siostry, a za jej nieszczęście wini siostry Bingleya, niezadowolone z niskich koneksji ewentualnej przyszłej szwagierki.
Po jakimś czasie Jane udaje się do Londynu, do wujostwa Gardiner. Cieszy to Lizzy, mającej nadzieję na jej spotkanie z Bingleyem. W tym samym czasie Elżbieta wyjeżdża w odwiedziny do Charlotty, mieszkającej obecnie wraz z mężem, pastorem Collinsem, na wiejskiej plebanii. Poznaje tam miejscową dziedziczkę, a jednocześnie ciotkę pana Darcy’ego oraz protektorkę Collinsa, lady Katarzynę de Bourgh i jej córkę. Do Rosings przyjeżdża też pan Darcy i jego kuzyn i przyjaciel, pułkownik Fitzwilliam. Pewnego dnia, mimochodem, Lizzy dowiaduje się od pułkownika, że jego druh wyperswadował panu Bingleyowi związek z nieodpowiednią panną. Elżbieta bez trudu odgaduje, że ową niewłaściwą partią była jej siostra.

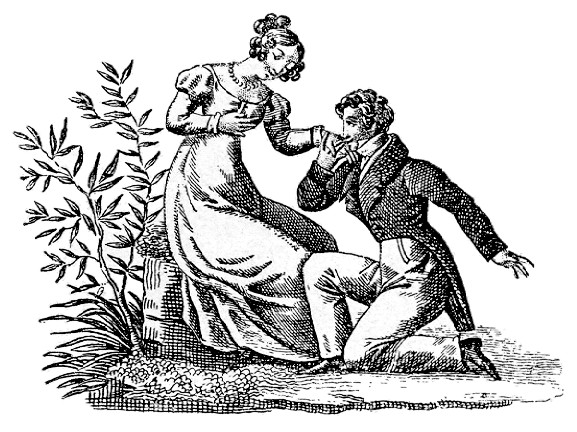
Oświadczyny – drzeworyt z 1815, czasu ukazania się Dumy i uprzedzenia

Kontakty między dworem a plebanią stają się coraz częstsze, aż pewnego popołudnia pan Darcy niespodziewanie oświadcza się Lizzy. Elżbieta wzburzona ostatnimi wiadomościami i formą oświadczyn, zaczynającą się od zarzutów, które adorator ma w stosunku do jej rodziny, odrzuca tę propozycję i równocześnie mówi panu Darcy’emu, co naprawdę o nim myśli. Następnego dnia pan Darcy szuka spacerującej po parku Lizzy i wręcza jej list z wyjaśnieniami. Najpoważniejszy jej zarzut – obalenie testamentu ojca – okazuje się zupełną nieprawdą, a w dodatku pan Darcy wyjawia jej, że Wickham usiłował uwieść jego siostrę. Powoli dochodzi też do niej, że i w pozostałych sprawach Darcy bądź miał trochę racji, bądź z pewnych rzeczy nie zdawał sobie sprawy. Lizzy z mieszanymi uczuciami opuszcza hrabstwo Kent.
Państwo Gardiner zapraszają Lizzy na wakacje, mające kształt objazdowej wycieczki po hrabstwie Derby. Przy okazji decydują się zwiedzić posiadłość pana Darcy’ego w Pemberley. Nie zastając właściciela, zostają oprowadzeni przez gospodynię po całym domu. Jednak okazuje się, że pan Darcy wrócił z Londynu dzień wcześniej, a niespodziewane spotkanie wprawia Lizzy w niemałe zakłopotanie. Następnego dnia pan Darcy przedstawia Elżbiecie swoją siostrę i oboje zapraszają całe towarzystwo na obiad. Jego widoczna atencja wyraźnie wskazuje na ciągle trwające zainteresowanie, którym darzy Lizzy, a i ona zaczyna odwzajemniać jego uczucia. Jednak kontakty przerywa pilna wiadomość z domu. Lizzy dostaje list, z którego dowiaduje się, iż jej młodsza siostra Lidia uciekła wraz z Wickhamem. Zaskoczona w tym momencie przez przybycie Darcy’ego mówi mu o tym, zdając sobie sprawę, że ten fakt definitywnie grzebie ich znajomość.
Lizzy wraca do domu, jej ojciec wyjeżdża z panem Gardinerem do Londynu na poszukiwanie uciekinierów. Nagle jednak przychodzi wiadomość, że Lidia wyjdzie za mąż za Wickhama, który zgodził się na to ze względu na pieniądze, które zapewnił wuj Gardiner. Już zaślubieni Wickham i Lidia odwiedzają dom państwa Bennetów. Z listu od ciotki Gardiner, Lizzy dowiaduje się, że tak naprawdę to pan Darcy odszukał uciekinierów w Londynie i wyłożył pieniądze na zapewnienie ich małżeństwa. Gdy młoda para wyjeżdża, okazuje się, że wrócił pan Bingley. Następnego dnia przychodzi w odwiedziny wraz z panem Darcym. Stosunki znów zostają nawiązane. Bingley prosi o rękę Jane, a oświadczyny oczywiście zostają przyjęte i przez samą zainteresowaną, i przez jej rodziców. Jednak widoczna rezerwa Darcy’ego nie pozwala Elżbiecie mieć pewności, że pójdzie on w ślady przyjaciela.
Longbourn odwiedza także lady Katarzyna, ciotka Darcy’ego, prosząc o rozmowę z Elżbietą na osobności. Pyta ją, czy to prawda, iż zaręczyła się z panem Darcym. Zapewnia też, iż od dawna jest postanowione małżeństwo między nim a jej córką. Nie otrzymawszy obietnicy od Lizzy, że ta odrzuci ewentualne oświadczyny Darcy’ego, odjeżdża oburzona.
Dochodzi wreszcie do spotkania na osobności Lizzy i pana Darcy’ego. Wyjaśniają sobie wszystko, Darcy ponownie oświadcza się Elżbiecie i zwraca się do pana Benneta, prosząc go o rękę córki. Lizzy opowiada ojcu o zasługach Darcy’ego wobec ich rodziny i przekonuje, że naprawdę chce wyjść za mąż za niego, a nie za jego majątek. Już ani duma Darcy’ego, ani uprzedzenie Elżbiety nie stoją na drodze ich szczęścia.

## Kontynuacje i nawiązania
Lista powieści kontynuujących wątki z Dumy i uprzedzenia, na ogół utrzymanych w konwencji typowego współczesnego romansu, jest dość obszerna. W Polsce wydano Zarozumiałość Julii Barrett (wyd. Rachocki i S-ka), powieści Emmy Tennant Pemberley i Niedobrana para (wyd. Prószyński i S-ka), Emancypację Mary Bennett Colleen McCullough (Wydawnictwo Literackie).
Powieścią nawiązującą do Dumy i uprzedzenia jest Dziennik Bridget Jones autorstwa Helen Fielding. Bohaterowie Dumy i uprzedzenia, Elżbieta Bennet i pan Darcy, pojawiają się też w nieprzetłumaczonej na język polski powieści Tarzan Alive! Philipa José Farmera.
W kwietniu 2009 roku w Stanach Zjednoczonych wydano powieść Pride and Prejudice and Zombies autorstwa Setha Grahame-Smitha. Jest to połączenie oryginalnego tekstu powieści Austen (która jest podana jako współautorka) z wątkami traktującymi o pojawieniu się w Meryton zombie. W ekranizacji powieści rolę Elżbiety Bennnet zagrała Lily James.

## Ekranizacje (wybór)

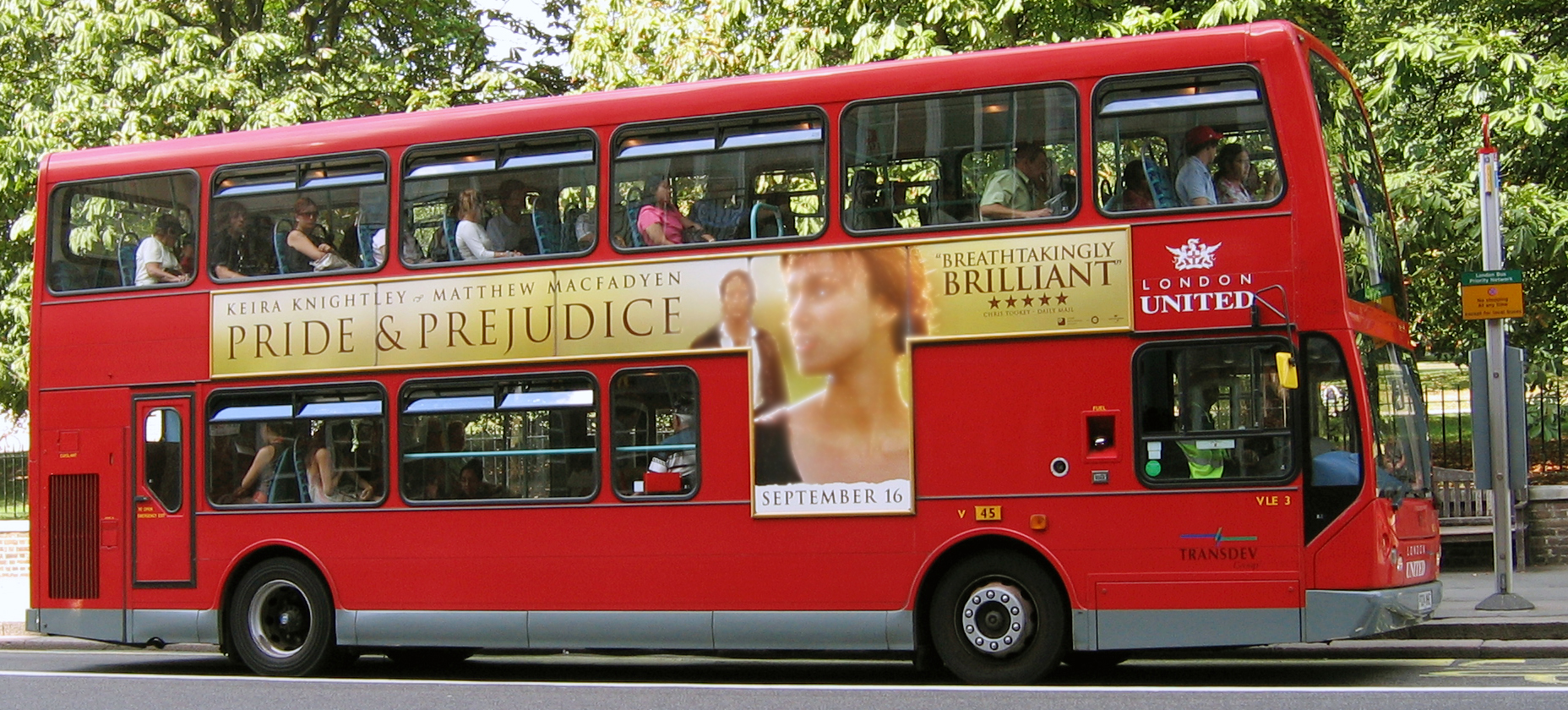
Autobus londyński z reklamą filmu Duma i uprzedzenie z Keirą Knightley i Matthew MacFadyenem

### Ekranizacje kinowe
- 1940: Duma i uprzedzenie (znane także pod tytułem W pogoni za mężem), reż. Robert Z. Leonard, w rolach głównych Greer Garson oraz Laurence Olivier.
- 2005: Duma i uprzedzenie, reż. Joe Wright, w rolach głównych Keira Knightley oraz Matthew MacFadyen.

### Ekranizacje telewizyjne
- 1938: pierwsza telewizyjna adaptacja BBC, czas trwania 55 minut.
- 1980: serial w reżyserii Cyrila Cooke’a z Elizabeth Garvie i Davidem Rintoulem w rolach głównych, emitowany w latach 80. także w Polsce.
- 1995: Duma i uprzedzenie, miniserial BBC. Najbardziej popularna ekranizacja powieści. W rolach głównych Jennifer Ehle i Colin Firth.

Ponadto BBC zekranizowało Dumę i uprzedzenie w 1952, 1958 i 1967 roku.

### Filmy wzorowane na powieści
- 2003: Pride and Prejudice: A Latter-day Comedy, reż. Andrew Black, w rolach głównych Kam Heskin oraz Orlando Seale. Powieściowe wątki we współczesnych Stanach Zjednoczonych.
- 2004: Duma i uprzedzenie (Bride and Prejudice), reż. Gurinder Chadha. W rolach głównych Aishwarya Rai jako postać wzorowana na Elizabeth Bennet, Martin Henderson jako postać wzorowana na Darcym, Naveen Andrews i Anupam Kher jako rodzice głównej bohaterki. Film Bollywood.
- 2016: Duma i uprzedzenie i zombie (Pride and Prejudice and Zombies), reż. Burr Steers. W rolach głównych Lily James oraz Sam Riley.

## Polskie wydania i tłumaczenia
Duma i uprzedzenie pierwszy raz ukazała się po polsku w 1956 roku nakładem Państwowego Instytutu Wydawniczego (PIW). Przekładu dokonała Anna Przedpełska-Trzeciakowska. Wznowienie nastąpiło dopiero w roku 1975. Po roku 1990 książka była wydawana wielokrotnie, zazwyczaj w tłumaczeniu Anny Przedpełskiej-Trzeciakowskiej. Wydawnictwo Zielona Sowa wydało Dumę i uprzedzenie w przekładzie Katarzyny Surówki. Ostatnia edycja powieści Wydawnictwa Prószyński i Spółka ukazała się w 2006, w tłumaczeniu Magdaleny Gawlik-Małkowskiej. W lipcu 2020 roku ukazało się nowe tłumaczenie autorstwa Doroty Sadowskiej wydane własnym wydawnictwem tłumacza jako e-book.